# Ryan Kent
Ryan Kent (Oldham, Inglaterra, 11 de noviembre de 1996) es un futbolista inglés que juega en la posición de delantero en el Seattle Sounders F. C. de la Major League Soccer.

## Trayectoria

### Liverpool

#### Carrera temprana
Kent, nacido en Oldham, se unió al Liverpool a la edad de siete años y progresó a través de la academia del Liverpool para convertirse en un miembro regular del equipo sub-21. Después de un final impresionante de la campaña 2014-15 para las reservas, sus actuaciones fueron recompensadas con un nuevo contrato de cuatro años y medio en marzo de 2015. Esto fue seguido por una llamada al primer equipo equipo para su gira de pretemporada 2015 con el jugador nombrado en el equipo de 30 hombres del Liverpool para su gira por Tailandia, Australia y Malasia. El 17 de julio de 2015, Kent debutó en el primer equipo cuando salió de la banca en la victoria por 2-1 sobre el equipo australiano Brisbane Roar de la A-League y recibió un número de equipo del primer equipo para «los reds».

#### Préstamos al Coventry City y Barnsley
Liverpool recibió una serie de ofertas para tomar a Kent en préstamo después de que el jugador impresionara en la pretemporada. Kent finalmente se unió al Coventry City en septiembre de 2015 en un contrato de préstamo juvenil por cuatro meses hasta el 16 de enero de 2016. Kent hizo su debut profesional mientras estaba en préstamo juvenil en Coventry City como sustituto el 12 de septiembre de 2015 en un 1- 0 League One derrota ante Scunthorpe United. El 3 de noviembre, Kent jugó y anotó en una victoria por 4-3 sobre Barnsley. Al día siguiente se anunció que regresaría al Liverpool durante el próximo receso internacional para ser evaluado por el nuevo entrenador del Liverpool, Jürgen Klopp. El 5 de enero de 2016, Liverpool lo retiró y fue nombrado en el primer equipo para hacer su debut competitivo para ellos, comenzando el partido de la tercera ronda de la FA Cup a Exeter City. El partido terminó 2–2 con Kent siendo retirado de la acción después de 57 minutos.
El 26 de julio de 2016, Kent fue prestado a Barnsley para la temporada. Marcó su primer gol para ellos en una victoria por 4-0 contra el Rotherham United el 27 de agosto de 2016. Kent fue nombrado el Joven Jugador de la Temporada de Barnsley en los premios de fin de temporada del club.

#### Préstamos al Friburgo y Bristol City
El 10 de agosto de 2017, después de una pretemporada impresionante, Kent firmó un nuevo contrato a largo plazo con el Liverpool, y fue prestado a Sport-Club Friburgo para la temporada el último día de la ventana de transferencia de verano. Después de hacer solo seis apariciones, el período de préstamo de Kent en Friburgo fue cancelado y regresó al club matriz Liverpool el 8 de enero.
El 12 de enero de 2018, Kent se unió a Bristol City en préstamo hasta el final de la temporada. Su período con los Robins no tuvo éxito, ya que jugó solo 10 juegos de liga, sin poder encontrar el fondo de la red en ninguno. Más tarde se informó que Bristol City sería multado con £ 300,000 por el Liverpool debido a la falta de tiempo de juego de Kent.

### Rangers

#### 2018-19: préstamo inicial
El 22 de julio de 2018, Kent se unió a los Rangers en préstamo de toda la temporada para la temporada 2018-19. Debutó el 26 de julio de 2018 en la victoria de Europa League 0-1 contra NK Osijek. Hizo su debut en SPFL el 5 de agosto de 2018, en un empate 1–1 contra Aberdeen. Su primer gol para el club llegó el 15 de septiembre de 2018, en una victoria por 4-0 contra Dundee. [23] El 31 de marzo de 2019, Kent anotó en el derbi Old Firm contra Celtic en una derrota por 2-1. Durante el partido, Kent se vio envuelto en un altercado con el capitán celta Scott Brown, quien fue empujado al suelo. Kent fue acusado por la FA escocesa retrospectivamente, Recibió una prohibición de dos partidos después de perder su apelación. Hizo 43 apariciones en todas las competiciones, anotando seis goles y haciendo nueve asistencias para el club. El 7 de abril, Kent ganó el 'Premio Joven Jugador del Año para la temporada 2018-19 para los Rangers en los premios de fin de temporada del club. El 5 de mayo de 2019, Kent ganó el Jugador Joven del Año PFA Escocia 2018–19 después de su actuación para los Rangers. También fue votado en el Equipo del Año de PFA Escocia para la temporada 2018-19.
Kent regresó a Liverpool para la pretemporada 2019–20 con el mánager Jürgen Klopp queriendo evaluar el desarrollo de Kent, con el mánager de los Rangers Steven Gerrard aconsejando que quería que Kent firmara nuevamente a los Rangers en préstamo. Kent también fue objeto de interés de Leeds United , con el entrenador en jefe de Leeds, Marcelo Bielsa, que también estuvo personalmente buscando a Kent para el amistoso de pretemporada de Liverpool contra Bradford City. Kent estuvo involucrado en amistosos de pretemporada con Bradford City, Borussia Dortmund, Sporting CP y Sevilla. Klopp destacó a Kent por elogios después de su actuación contra el Sevilla, diciendo: "Ryan tuvo momentos sensacionales en el juego de Sevilla: las situaciones uno a uno son su gran fortaleza. Es un niño maravilloso, un jugador maravilloso".

#### 2019–Actualidad: transferencia permanente
Kent firmó permanentemente con los Rangers el 3 de septiembre de 2019 con un contrato de cuatro años. Los guardabosques le pagaron a Liverpool una tarifa de transferencia inicial de £ 6.5 millones, con posibles pagos adicionales por desempeño futuro o por la venta de Kent. Fue herido más tarde ese mes.

## Estadísticas

### Clubes
Actualizado hasta su último partido disputado el 23 de julio de 2024.
| Club                                  | Div.          | Temporada     | Liga  | Liga  | Copas nacionales | Copas nacionales | Torneos internacionales | Torneos internacionales | Total | Total |
| Club                                  | Div.          | Temporada     | Part. | Goles | Part.            | Goles            | Part.                   | Goles                   | Part. | Goles |
| ------------------------------------- | ------------- | ------------- | ----- | ----- | ---------------- | ---------------- | ----------------------- | ----------------------- | ----- | ----- |
| Coventry City F. C. Inglaterra        | 3.ª           | 2015-16       | 17    | 1     | 0                | 0                | —                       | —                       | 17    | 1     |
| Coventry City F. C. Inglaterra        | Total club    | Total club    | 17    | 1     | 0                | 0                | 0                       | 0                       | 17    | 1     |
| Liverpool F. C. Inglaterra            | 1.ª           | 2015-16       | 0     | 0     | 1                | 0                | 0                       | 0                       | 1     | 0     |
| Liverpool F. C. Inglaterra            | Total club    | Total club    | 0     | 0     | 1                | 0                | 0                       | 0                       | 1     | 0     |
| Barnsley F. C. Inglaterra             | 2.ª           | 2016-17       | 44    | 3     | 3                | 0                | —                       | —                       | 47    | 3     |
| Barnsley F. C. Inglaterra             | Total club    | Total club    | 44    | 3     | 3                | 0                | 0                       | 0                       | 47    | 3     |
| S. C. Friburgo · Alemania             | 1.ª           | 2017-18       | 6     | 0     | 0                | 0                | —                       | —                       | 6     | 0     |
| S. C. Friburgo · Alemania             | Total club    | Total club    | 6     | 0     | 0                | 0                | 0                       | 0                       | 6     | 0     |
| Bristol City F. C. Inglaterra         | 2.ª           | 2017-18       | 10    | 0     | 1                | 0                | —                       | —                       | 11    | 0     |
| Bristol City F. C. Inglaterra         | Total club    | Total club    | 10    | 0     | 1                | 0                | 0                       | 0                       | 11    | 0     |
| Rangers F. C. Escocia                 | 1.ª           | 2018-19       | 27    | 6     | 7                | 0                | 9                       | 0                       | 43    | 6     |
| Rangers F. C. Escocia                 | 1.ª           | 2019-20       | 21    | 7     | 4                | 0                | 8                       | 1                       | 33    | 8     |
| Rangers F. C. Escocia                 | 1.ª           | 2020-21       | 37    | 10    | 3                | 0                | 12                      | 3                       | 52    | 13    |
| Rangers F. C. Escocia                 | 1.ª           | 2021-22       | 26    | 2     | 4                | 0                | 16                      | 1                       | 46    | 3     |
| Rangers F. C. Escocia                 | 1.ª           | 2022-23       | 29    | 3     | 6                | 0                | 9                       | 0                       | 44    | 3     |
| Rangers F. C. Escocia                 | Total club    | Total club    | 140   | 28    | 24               | 0                | 54                      | 5                       | 218   | 33    |
| Fenerbahçe S. K. Turquía              | 1.ª           | 2023-24       | 8     | 0     | 0                | 0                | 10                      | 1                       | 18    | 1     |
| Fenerbahçe S. K. Turquía              | 1.ª           | 2024-25       | 0     | 0     | —                | —                | 1                       | 0                       | 1     | 0     |
| Fenerbahçe S. K. Turquía              | Total club    | Total club    | 8     | 0     | 0                | 0                | 11                      | 1                       | 19    | 1     |
| Seattle Sounders F. C. Estados Unidos | 1.ª           | 2025          | 0     | 0     | —                | —                | 0                       | 0                       | 0     | 0     |
| Seattle Sounders F. C. Estados Unidos | Total club    | Total club    | 0     | 0     | 0                | 0                | 0                       | 0                       | 0     | 0     |
| Total carrera                         | Total carrera | Total carrera | 225   | 32    | 29               | 0                | 65                      | 6                       | 319   | 38    |
| 1. 2. 3.                              |               |               |       |       |                  |                  |                         |                         |       |       |

## Palmarés

### Títulos nacionales
| Título               | Club          | País    | Año  |
| -------------------- | ------------- | ------- | ---- |
| Scottish Premiership | Rangers F. C. | Escocia | 2021 |
| Copa de Escocia      | Rangers F. C. | Escocia | 2022 |